# Satow
Satow is een gemeente in de Duitse deelstaat Mecklenburg-Voor-Pommeren, gelegen in de Landkreis Rostock. De  niet tot een Amt behorende (amtsfreie) gemeente telde, ten tijde van de meest recente statistiek,  6.018 inwoners.

## Geografie, economie
Satow heeft een oppervlakte van 119,94 km² en ligt in het noordoosten van Duitsland. De grootste stad in de nabijheid, op ongeveer 20 km ten noordoosten van Satow, is Rostock.
Satow is van oorsprong een plattelandsgemeente, maar heeft als beleid, woonforensen uit de omgeving en midden- en kleinbedrijf aan te trekken. Ook wordt het toerisme (met name wandelen en fietsen) bevorderd. Een zeer grote melkveehouderij, met eigen zonnepanelenpark, staat achter het landhuis van Hohen Luckow.

## Indeling gemeente
Blijkens artikel 1, lid 3 van de hoofdgemeenteverordening (Hauptsatzung) van de gemeente Satow, versie d.d. 16 oktober 2024,  bestaat deze uit de volgende zes gemeentedelen (Ortsteile):
- Bölkow, 7 à 9 km O[3], met:
  - Groß Bölkow
  - Hohen Luckow
  - Klein Bölkow
  - Matersen

- Hanstorf, 8 à 10 km NO, met:
  - Anna Luisenhof
  - Clausdorf
  - Gorow
  - Hanstorf
  - Hastorf
  - Konow

- Heiligenhagen, 4 km NO

- Radegast, 4 km ZW, met:
  - Berendshagen
  - Dolglas
  - Miekenhagen
  - Pustohl
  - Radegast
  - Sophienholz
  - Steinhagen

- Reinshagen, 3 km NNO, met:
  - Püschow

- Satow, met:
  - Satow zelf
  - Gerdshagen
  - Groß Nienhagen
  - Horst
  - Lüningshagen
  - Rederank, 3 km N
  - Rosenhagen

## Verkeer
De Bundesautobahn 20 (Wismar–Rostock) is de belangrijkste verkeersweg, die door de gemeente loopt. Afrit 12 Kröpelin ligt 3 km ten zuiden van het dorp Satow. Tien kilometer verder oost-noordoostwaarts ligt afrit 13 Bad Doberan van deze Autobahn. Groß Bölkow, gemeente Satow, ligt slechts 2 km ten westen van deze afrit.
De verbindingen tussen de dorpen in de gemeente onderling zijn niet optimaal. Wie bijvoorbeeld van Satow naar Hohen Luckow wil rijden, wat hemelsbreed minder dan 5 kilometer is, moet per auto meer dan 5 km omrijden, wat de afstand tussen deze twee plaatsjes in de praktijk dus meer dan verdubbelt. 
Openbaar vervoer is beperkt tot streekbusverbindingen met Bad Doberan, Kröpelin en Rostock. De bussen hebben, vooral buiten de spitsuren, een beperkte frequentie.

## Geschiedenis
Satow ontstond in de periode 1219 - 1224, toen hier een kerk gesticht werd door cisterciënzer monniken. In de 19e eeuw werd de oude, vervallen dorpskerk van Satow door nieuwbouw vervangen. Ook enige andere dorpen in de huidige gemeente zijn in of vóór 1224 gesticht.
In Satow wonen relatief veel Karpatenduitsers en nazaten van hen, die te Satow een eigen verenigingsleven hebben opgebouwd.
Voor het overige zijn, ook tijdens de Tweede Wereldoorlog, geen andere historische feiten overgeleverd van meer dan plaatselijke betekenis.

## Bezienswaardigheden
- Het meer Satower See (watersportrecreatie), in het dorp Satow, is bijna 7 hectare groot.
- Enige cultuurhistorisch interessante, veelal middeleeuwse dorpskerken, zie onderstaande afbeeldingen
- Enige oude landgoederen; de landhuizen zijn in het algemeen niet voor bezichtiging opengesteld, maar de tuinen of parken eromheen zijn doorgaans vrij toegankelijk. Het Huis te Gorow  en dat van Hohen Luckow zijn als hotel-restaurant in gebruik; in het Gutshaus Rosenhagen zijn vakantie-appartementen ingericht.
- Als in april de koolzaadvelden bloeien, heeft het golvende boerenland rondom Satow een zekere charme.

## Afbeeldingen

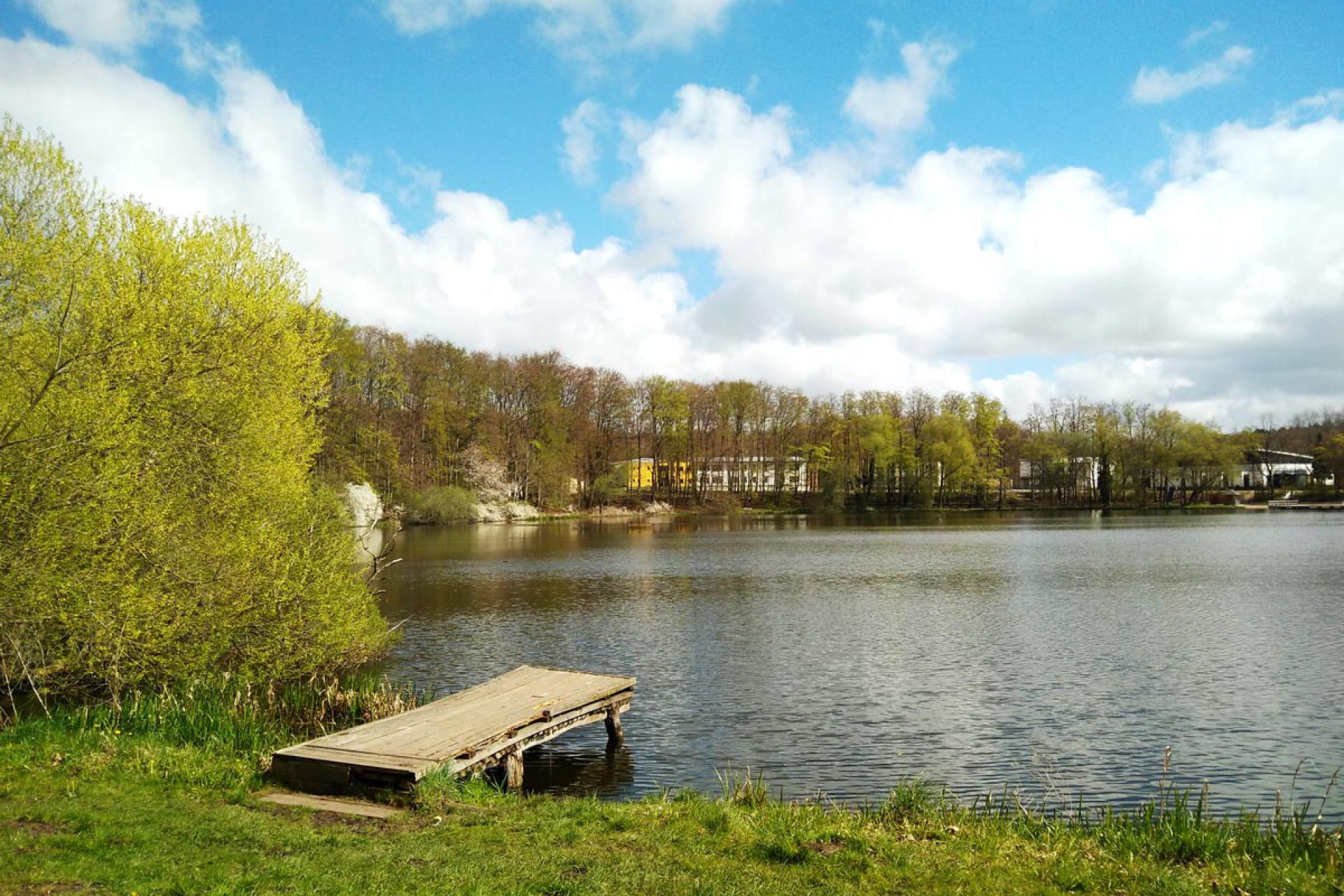
Het meer Satower See
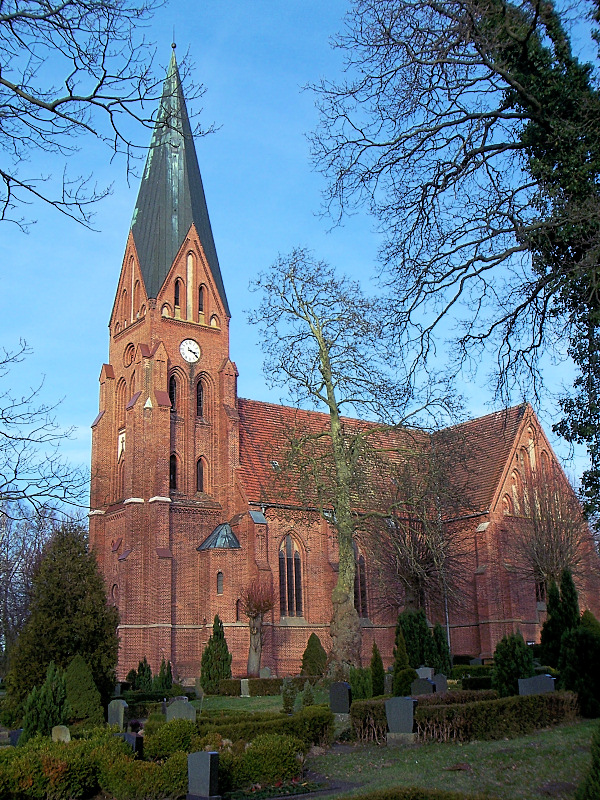
Dorpskerk te Satow (in 1867 voltooid)
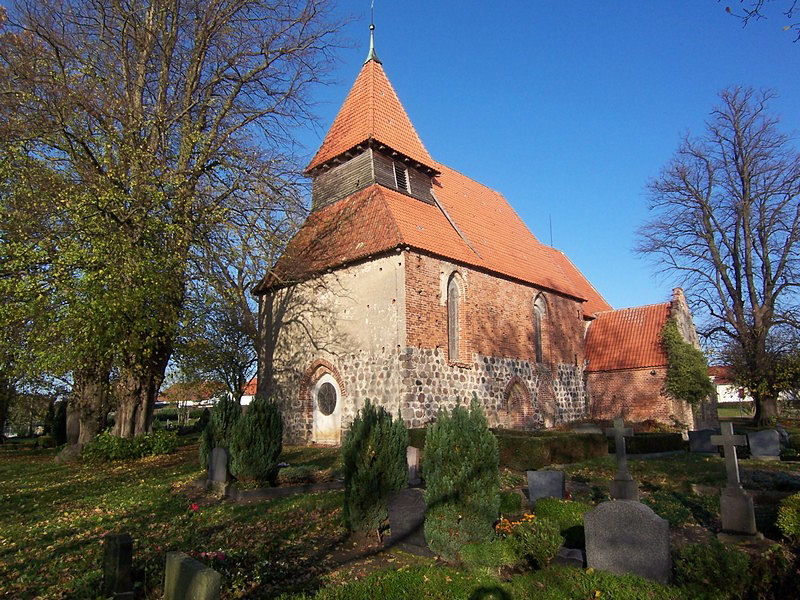
Dorpskerk te Hanstorf (gotisch, 13e-14e eeuw)
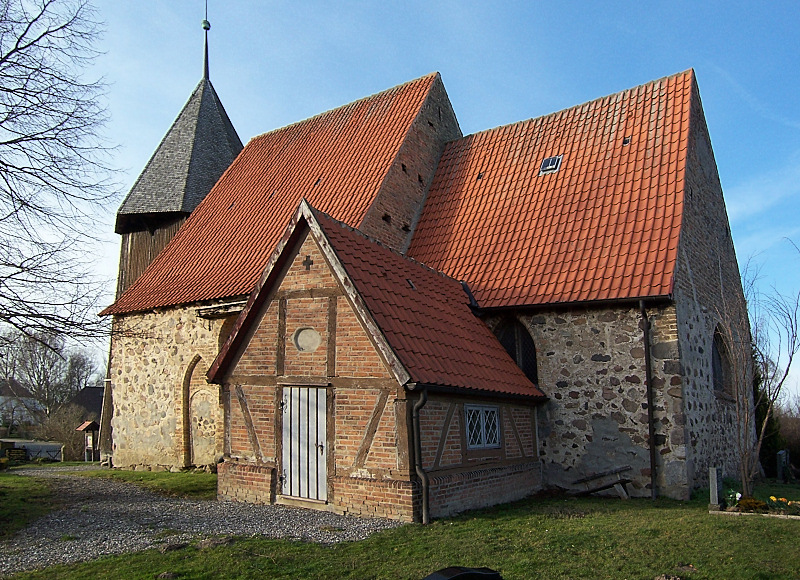
Dorpskerk te Heiligenhagen (gebouwd omstreeks 1300; toren uit 1692)
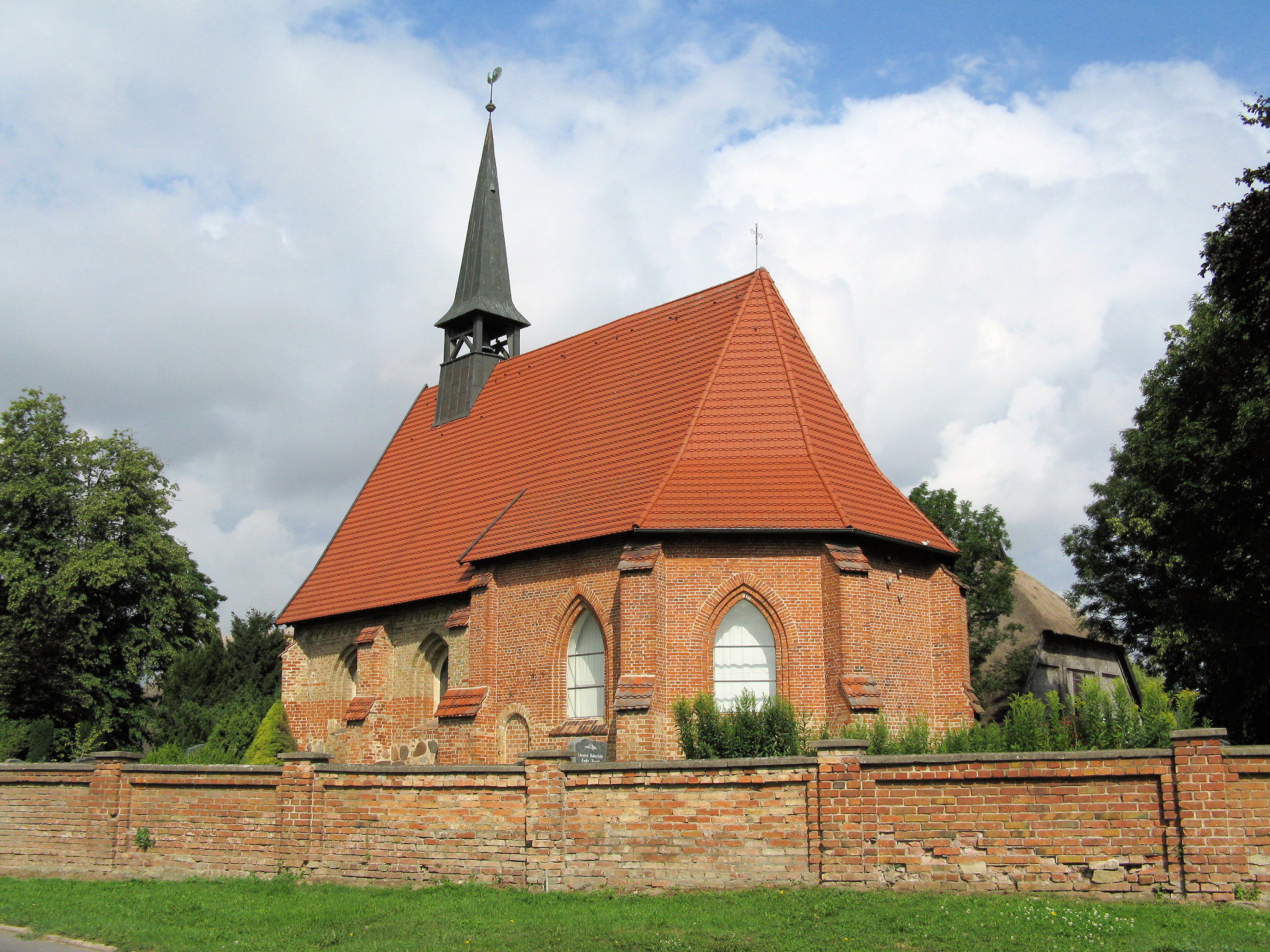
Dorpskerk te Hohen Luckow (ged. 14e eeuw; ged. na brand in 1934 herbouwd)
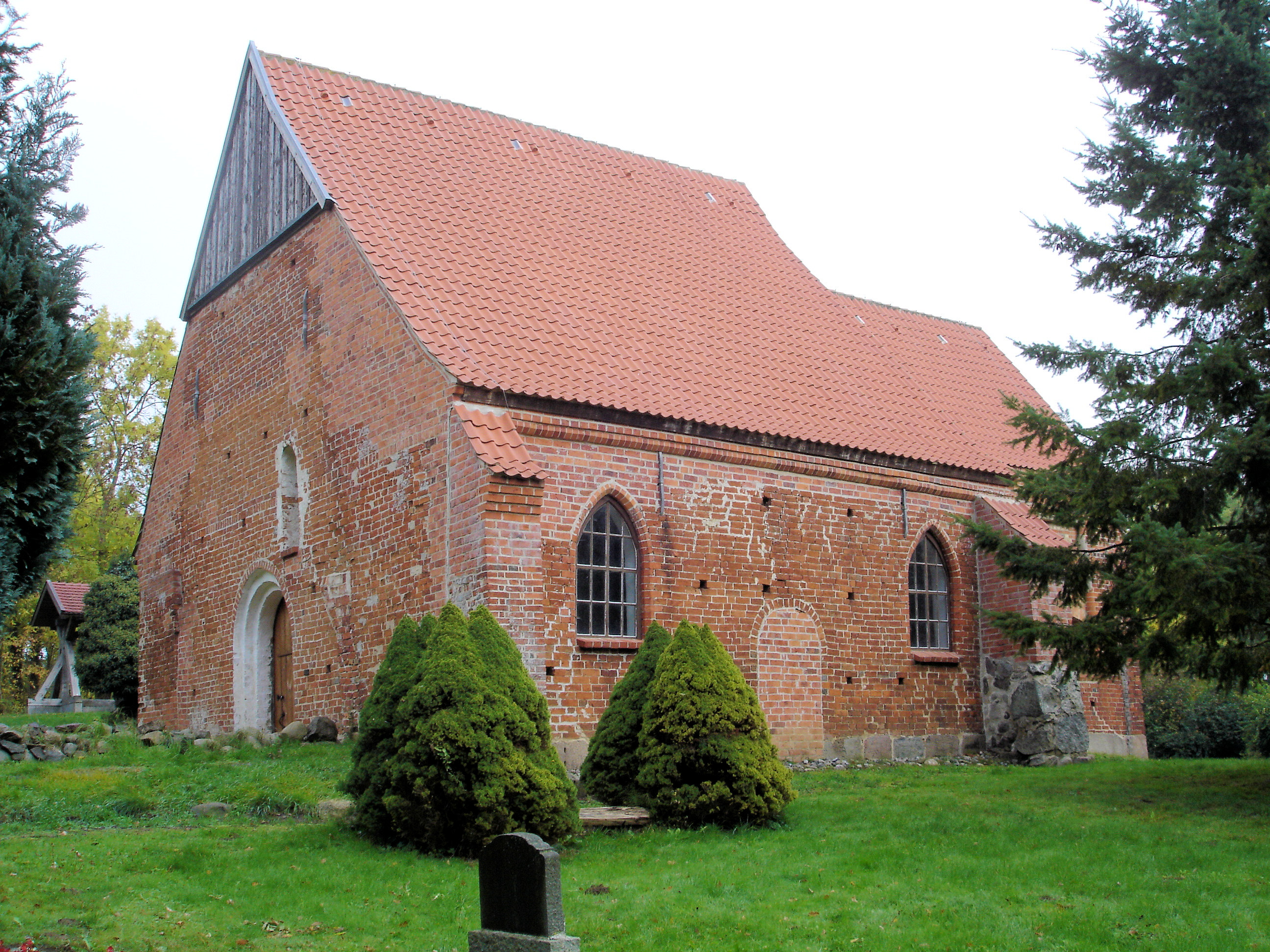
Dorpskerk te Berendshagen (laatgotisch)
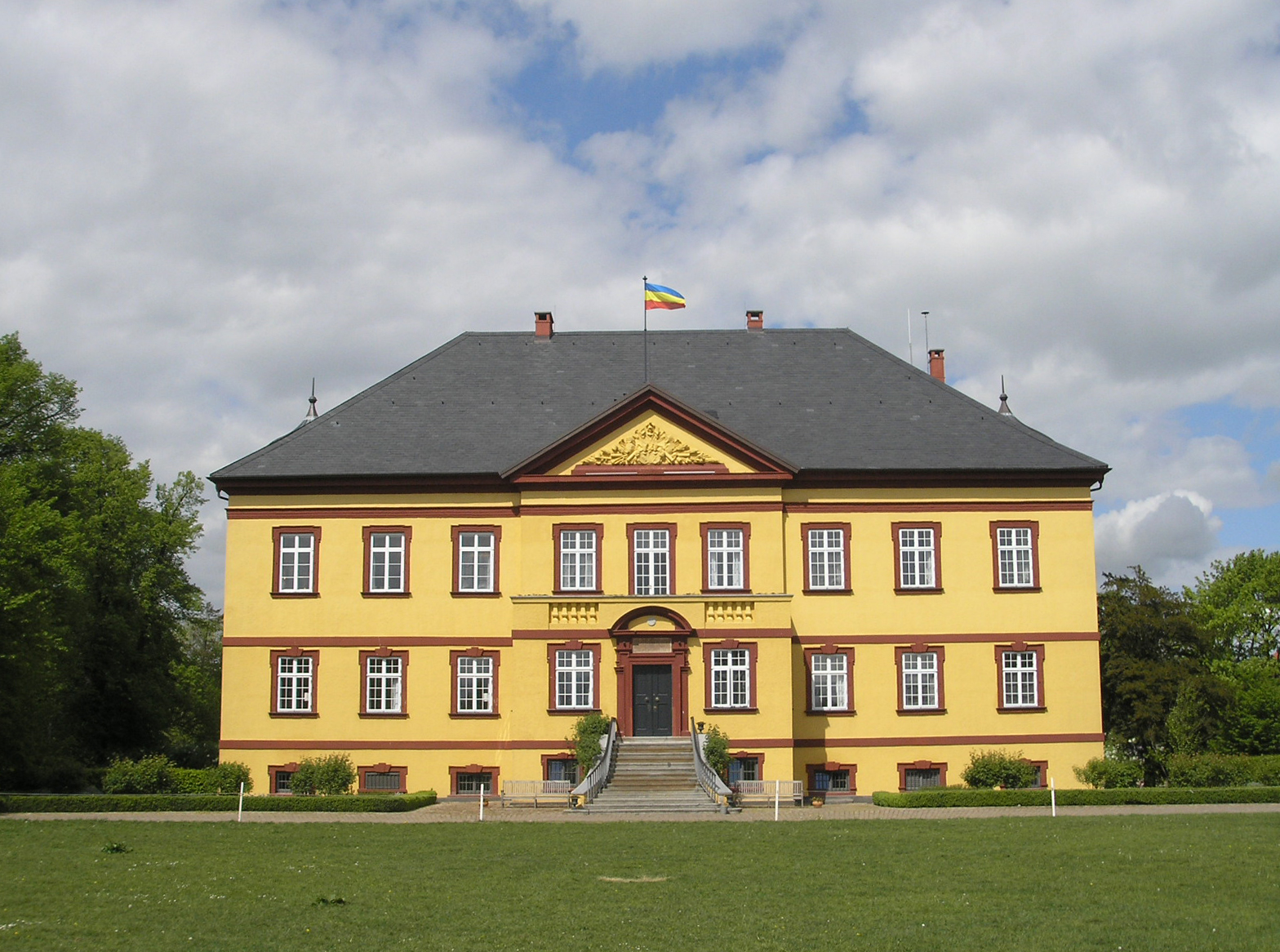
Landhuis Hohen Luckow (1707)
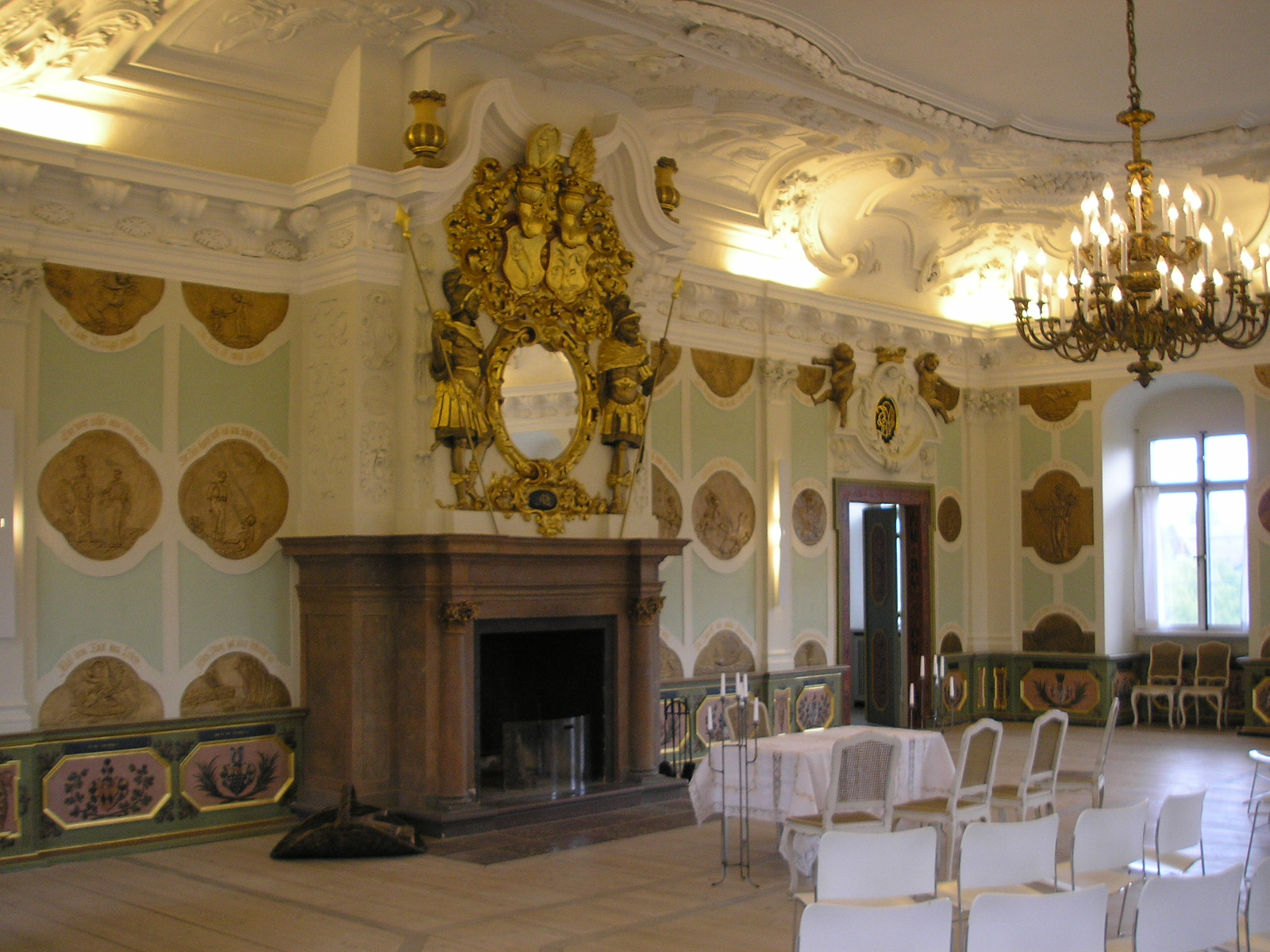
De ridderzaal in dit landhuis, foto uit 2006

## Trivia

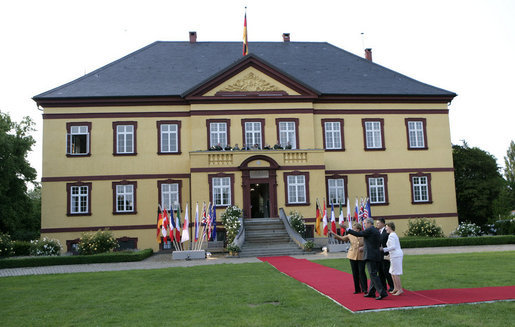
Gut Hohen Luckow 6 juni 2007. Voor o.a. bondskanselier Angela Merkel  en president George W. Bush jr. van de Verenigde Staten is de rode loper uitgelegd.

De exploitanten van het hotel in Gut Hohen Luckow kunnen er met trots op terugzien, dat bij de G8-topconferentie te Heiligendamm, 2007, op 6 juni 2007, verscheidene wereldleiders in de Ridderzaal van dit kasteel-hotel gedineerd hebben.

## Partnergemeentes
Satow onderhoudt jumelages met:
- Fleckeby in Sleeswijk-Holstein
- Horná Štubňa in Slowakije
- Bilsen in Sleeswijk-Holstein (sedert 1990).

Admannshagen-Bargeshagen ·
Alt Bukow ·
Alt Sührkow ·
Altkalen ·
Am Salzhaff ·
Bad Doberan ·
Bartenshagen-Parkentin ·
Bastorf ·
Baumgarten ·
Behren-Lübchin ·
Benitz ·
Bentwisch ·
Bernitt ·
Biendorf ·
Blankenhagen ·
Boddin ·
Broderstorf ·
Bröbberow ·
Börgerende-Rethwisch ·
Bützow ·
Cammin ·
Carinerland ·
Dahmen ·
Dalkendorf ·
Diekhof ·
Dobbin-Linstow ·
Dolgen am See ·
Dreetz ·
Dummerstorf ·
Elmenhorst/Lichtenhagen ·
Finkenthal ·
Gelbensande ·
Glasewitz ·
Gnewitz ·
Gnoien ·
Graal-Müritz ·
Grammow ·
Groß Roge ·
Groß Schwiesow ·
Groß Wokern ·
Groß Wüstenfelde ·
Gutow ·
Gülzow-Prüzen ·
Güstrow ·
Hohen Demzin ·
Hohen Sprenz ·
Hohenfelde ·
Hoppenrade ·
Jördenstorf ·
Jürgenshagen ·
Kassow ·
Kirch Mulsow ·
Klein Belitz ·
Klein Upahl ·
Krakow am See ·
Kritzmow ·
Kröpelin ·
Kuchelmiß ·
Kuhs ·
Kühlungsborn ·
Laage ·
Lalendorf ·
Lambrechtshagen ·
Lelkendorf ·
Lohmen ·
Lühburg ·
Lüssow ·
Mistorf ·
Mönchhagen ·
Mühl Rosin ·
Neubukow ·
Nienhagen ·
Nustrow ·
Papendorf ·
Penzin ·
Plaaz ·
Poppendorf ·
Prebberede ·
Pölchow ·
Reddelich ·
Reimershagen ·
Rerik ·
Retschow ·
Roggentin ·
Rukieten ·
Rövershagen ·
Rühn ·
Sanitz ·
Sarmstorf ·
Satow ·
Schorssow ·
Schwaan ·
Schwasdorf ·
Selpin ·
Steffenshagen ·
Steinhagen ·
Stubbendorf ·
Stäbelow ·
Sukow-Levitzow ·
Tarnow ·
Tessin ·
Teterow ·
Thelkow ·
Thulendorf ·
Thürkow ·
Vorbeck ·
Walkendorf ·
Wardow ·
Warnkenhagen ·
Warnow ·
Wiendorf ·
Wittenbeck ·
Zarnewanz ·
Zehna ·
Zepelin ·
Ziesendorf